# Villa Marcès
La villa Marcès est une voie du 11e arrondissement de Paris, en France.

## Situation et accès
La villa Marcès est une voie privée située dans le 11e arrondissement de Paris. Elle débute au 39, rue Popincourt et se termine en impasse.

## Origine du nom
Elle doit son nom à celui d'un ancien propriétaire local.

## Historique
La voie est ouverte en 1855, sous le nom d'« impasse Marcès », et devient la « villa Marcès » par un décret municipal du 20 février 1990.

## Bâtiments remarquables et lieux de mémoire
- Le  jardin Louise-Talbot-et-Augustin-Avrial qui fait le lien avec la rue Bréguet.